# 香港英文授課中學
香港的英文授課中學（簡稱英中、英文中學、EMI學校；英文稱為English as Medium of Instruction School，意思是以英語為教學語言的學校，下稱英中），廣義包括所有以英語為主要教學語言的中學，狹義上專指「傳統英中」，即在1997年後獲當時香港政府教育署（現時教育局）批准，可以使用英文教授中一至中三年級課程的公營中學（公營中學包括政府主辦的官立中學和非政府辦學團體主辦，但受政府資助的資助中學，在本條目內亦包括按額津貼中學，即獲政府以購買學位數量給予津貼的非牟利私立中學），及一些原本是公營中學，獲准以英文授課後改為接受直接資助的中學。一般來說，「英文授課」的定義是除了普通話、中國語文、中國文學、中國歷史等中國文化相關科目，採用以中文編寫的課本和講義，並以粵語或普通話講課外，其它科目如數學、地理、歷史、綜合科學，甚至音樂、家政等，均採用以英文編寫的課本和講義，課堂上教師亦以全英語向學生講課。
在「微調中學教學語言」政策實施前，香港約8成中學是中文授課中學（或稱母語教學中學、中文中學等，簡稱中中）。此類中學的中一至中三年級，除英文科外，其它各科均採用以中文編寫的課本和講義，課堂上教師以粵語向學生講課（普通話科以普通話講課，部份中中的中國語文科、中國歷史科以普通話講課）；至於中四年級或以上，則依照個別學校而定。
2010年9月實施「微調中學教學語言」政策後，香港的中學不再二元地分為「英文中學（英中）」和「中文中學（中中）」，當中亦包括達一定門檻去開辦部分英文班的中學，及「部分科目按組別用英文教學」，即只有部份科目或課時以英文授課的情況，讓學校根據校情去執行教學語言的運用。但坊間及傳媒仍常使用有關名詞，一般會將「全開英文班」的中學稱為「英文中學」。

## 經過

### 緣起
雖然香港居民以日常使用中文的華人為主，但是1842年開埠後香港成為英國殖民地，是由英國管治。此後長達約130年的歲月裡（日佔時期除外），英文是香港唯一的法定語文 ，直至1974年，中文才成為另一法定語文，但其地位仍遠不及英文，加上英文在世界通行的地位，使社會普遍對英文甚為重視，形成「重英輕中」的風氣，甚至在1997年香港主權移交中國後仍然没改變（詳見香港語文）。

### 英書中教
從1950年代起，英文中學漸受學生及家長歡迎，數量亦大幅增加，至1980年代已遠遠拋離中文中學。在早期不少英中確實是使用全英語授課，但後來隨着英中數量增加及中學教育普及化，有足夠能力使用全英語授課的教師出現不足，同樣很多入讀英中的學生，亦無足夠能力接受全英語授課，在師生雙方英語能力均有不足的情況下，很多英中因而不能實行全英語授課。1980年代雖然全港絕大多數中學，名義上都是以英語為主要授課語言的英中，但當中大部份都是「英書中教」，即只限在課本、講義、考試等書面上使用英文，口頭上以中文（通常是粵語）講課，又或同時以英語及粤语進行雙語教學。教育署曾指出英文中學「以中英文夾雜授課的情況甚為普遍」。

### 母語教學
1980年代開始，港英政府鼓勵中學採用母語教學。1984年教育統籌委員會（教統會）發表的《第一號報告書》中訂定明確政策，鼓勵中學以母語授課。1986年政府開始為採用中文為教學語言的中學提供配套支援，如製定不同學科的中英詞匯表，鼓勵出版社製作中文教科書，為教師提供中文教育培訓工作坊等。
當時天主教香港教區亦支持推行母語教學，認為此舉可更適合當時小學生的學習需要，又指出當時學生與家長有崇尚英文的心理；並有意停辦英文小學。雖然母語教學得到部份中學響應，全面或局部在校內推行（例如：迦密中學於1987年將教學語言由英文轉為中文）；但是，香港社會上的重視英文風氣已根深柢固，母語教學得不到家長支持（例如：1994年，有小學家長遊行抗議其直屬中學推行母語教學）。
另外官辦的官立中學應因應社會需求保留英中身份，甚至1990年代創辦的新官立中學亦是英中。而且大部份政府官員都沒有以身作則，絕大部份政府高官的子女都會選擇入讀英中，甚至是全英語環境的國際學校或到外國留學，例如：曾任教育統籌委員會主席的前財政司長梁錦松的3名子女都就讀國際學校或英文學校、前教育統籌局局長羅范椒芬的兩子曾就讀英基學校，中二便赴美國讀書。所以母語教學推行得並不成功，中中並不太被家長和學生接受，故中中數量仍然偏低，在1997年全面實施母語教學前，全港四百多間中學只有74間使用中文授課。

### 批准一百間中學以英文授課
九七香港主權移交後，教育署（即後來的教育統籌局、現在的教育局）於1997年9月發表《中學教學語言指引》（下稱《指引》），強制公營中學在1998年新學年自中一開始分階段推行母語教學，預科學生則不受規限；政府亦容許私立學校、直接資助學校及主要招收少數族裔的學校採用其它語言教學。政府最初估算，只有96間學校合資格成為英中，主要集中於九龍城區、沙田區及油尖旺區。
有關政策出台後受到部份名校、一些學生家長及商界人士的強烈反對，教育署受壓下作出讓步，接受學校申請採用英文教學，經當局審核後如確定符合條件（見下文「成為英中的條件」）即可繼續以英文授課。當時有124所中學（通常都是學生學業成績整體較佳的）申請繼續使用英文授課，但政府只批准其中100所繼續使用英文授課。

### 增加十四間中學以英文授課
上述一百間中學名單公佈後，24所落選中學中有20所上訴，其中14所上訴得直，令最後獲准使用英文授課的中學共有114所，約佔當時全港中學（約500所）的2成。

### 中學教學語言指引
根據《中學教學語言指引》，獲教育局批准以英文授課的公營中學，除中國語文、中國文學、中國歷史等中國文化相關科目外，其它科目均須使用以英文編寫的課本及講義，課堂上教師亦須以全英語講課。一些特殊情形可酌情處理，例如宗教科、術科、體育科、商科及工科等，以及個別學校的一些特殊情況。學校如不使用《指引》規定的教學語言授課，即屬違規，校董最嚴重會被判監。
而沒有申請或不獲批准使用英文授課的公營中學，必需遵從《指引》，由1998年新學年的中一年級起，逐步在校內推行母語教學。前教育統籌委員會主席梁錦松曾積極推動香港中學實行母語教學。
港府自1998年9月開始實施《指引》，大多數中學轉為中中，在中一年級開始推行母語教學，並逐年擴展至較高班級，當年就有超過7成的中一學生需在新學年起接受母語教學。如希望轉為英中，必需得到當時的教育署、後來的教育統籌局或現在的教育局批准。政府容許符合指定條件的中中在中四和中五年級使用英文授課，又容許所有中學自行決定中六和中七年級的教學語言。私立學校不受《指引》約束，可自行決定教學語言，而直資學校在教學語言上享有很大彈性，這兩類學校即使在中一至中三年級以英語授課，在狹義上也不被列為英文授課中學，不過一些獲前教育署批准在1998年新學年繼續以全英文授課，但其後轉為直資中學的原有公營中學，仍然被視為「114間英文中學」之一。

### 教學語言微調政策
2008年2月教育局局長孫明揚透露政府將會改變已推行10年的母語教學政策，有條件地容許中學自行決定教學語言。整過微調周期以六年為單位，教育局會以周期執行前兩年的「中一學位分配結果」，並根據當時所訂的門檻，調整不同學校的所能開辦的英文班數目。
- 第一周期微調（2010/11–2015/16 學年）
- 第二周期微調（2016/17–2021/22 學年）
- 第三周期微調（2022/23–2027/28 學年）

## 英文授課中學名單

### 首批一百間英文授課的中學
| 校區 | 學校                                                                                 | 變更 |
| --- | ------------------------------------------------------------------------------------ | ---- |
| 中西區 | 英皇書院                                                                             |      |
| 中西區 | 高主教書院                                                                           |      |
| 中西區 | 聖嘉勒女書院                                                                         |      |
| 中西區 | 聖若瑟書院                                                                           |      |
| 中西區 | 聖保羅男女中學                                                                       |      |
| 中西區 | 聖保羅書院                                                                           |      |
| 中西區 | 聖士提反女子中學                                                                     |      |
| 中西區 | 英華女學校                                                                           |      |
| 灣仔區 | 瑪利曼中學                                                                           |      |
| 灣仔區 | 皇仁書院                                                                             |      |
| 灣仔區 | 聖公會鄧肇堅中學                                                                     |      |
| 灣仔區 | 嘉諾撒聖方濟各書院                                                                   |      |
| 灣仔區 | 聖保祿學校                                                                           |      |
| 灣仔區 | 聖保祿中學                                                                           |      |
| 灣仔區 | 香港真光中學                                                                         |      |
| 灣仔區 | 香港華仁書院                                                                         |      |
| 東區 | 庇理羅士女子中學                                                                     |      |
| 東區 | 嘉諾撒書院                                                                           |      |
| 東區 | 張祝珊英文中學                                                                       |      |
| 東區 | 香港中國婦女會中學                                                                   |      |
| 東區 | 筲箕灣官立中學                                                                       |      |
| 東區 | 聖馬可中學                                                                           |      |
| 南區 | 嘉諾撒聖心書院                                                                       |      |
| 南區 | 聖公會呂明才中學                                                                     | C22  |
| 油尖旺區 | 拔萃女書院                                                                           |      |
| 油尖旺區 | 循道中學                                                                             | C22  |
| 油尖旺區 | 中華基督教會銘基書院                                                                 |      |
| 油尖旺區 | 伊利沙伯中學                                                                         |      |
| 油尖旺區 | 聖芳濟書院                                                                           |      |
| 油尖旺區 | 嘉諾撒聖瑪利書院                                                                     |      |
| 油尖旺區 | 真光女書院                                                                           |      |
| 油尖旺區 | 九龍華仁書院                                                                         |      |
| 油尖旺區 | 官立嘉道理爵士中學（西九龍）（當時名為官立嘉道理爵士中學，屬灣仔區，2000年遷往現址） | C10  |
| 深水埗區 | 香港四邑商工總會黃棣珊紀念中學                                                       |      |
| 深水埗區 | 寶血會上智英文書院                                                                   |      |
| 深水埗區 | 中華基督教會銘賢書院                                                                 |      |
| 深水埗區 | 聖母玫瑰書院                                                                         |      |
| 深水埗區 | 英華書院 (當時屬九龍城區，2003年遷往現址)                                            |      |
| 九龍城區 | 陳瑞祺（喇沙）書院                                                                   |      |
| 九龍城區 | 拔萃男書院                                                                           |      |
| 九龍城區 | 協恩中學                                                                             |      |
| 九龍城區 | 旅港開平商會中學                                                                     |      |
| 九龍城區 | 嘉諾撒聖家書院                                                                       |      |
| 九龍城區 | 喇沙書院                                                                             |      |
| 九龍城區 | 瑪利諾修院學校                                                                       |      |
| 九龍城區 | 民生書院                                                                             |      |
| 九龍城區 | 何明華會督銀禧中學                                                                   |      |
| 九龍城區 | 東華三院黃笏南中學                                                                   |      |
| 九龍城區 | 華英中學                                                                             |      |
| 九龍城區 | 基督教女青年會丘佐榮中學                                                             |      |
| 黃大仙區 | 可立中學（嗇色園主辦）                                                               |      |
| 黃大仙區 | 保良局第一張永慶中學                                                                 |      |
| 黃大仙區 | 中華基督教會協和書院                                                                 |      |
| 黃大仙區 | 德望學校                                                                             |      |
| 黃大仙區 | 德愛中學                                                                             |      |
| 觀塘區 | 地利亞修女紀念學校（協和）                                                           |      |
| 觀塘區 | 觀塘官立中學                                                                         |      |
| 觀塘區 | 觀塘瑪利諾書院                                                                       |      |
| 觀塘區 | 順利天主教中學                                                                       |      |
| 觀塘區 | 聖言中學                                                                             |      |
| 觀塘區 | 聖傑靈女子中學                                                                       |      |
| 觀塘區 | 藍田聖保祿中學                                                                       |      |
| 葵青區 | 佛教善德英文中學                                                                     |      |
| 葵青區 | 中華傳道會安柱中學                                                                   |      |
| 葵青區 | 天主教母佑會蕭明中學                                                                 |      |
| 葵青區 | 聖公會林護紀念中學                                                                   |      |
| 荃灣區 | 可風中學（嗇色園主辦）                                                               |      |
| 荃灣區 | 荃灣官立中學                                                                         |      |
| 荃灣區 | 荃灣公立何傳耀紀念中學                                                               |      |
| 屯門區 | 香港九龍塘基督教中華宣道會陳瑞芝紀念中學                                             |      |
| 屯門區 | 保良局百周年李兆忠紀念中學                                                           |      |
| 屯門區 | 保良局董玉娣中學                                                                     |      |
| 屯門區 | 南屯門官立中學                                                                       |      |
| 屯門區 | 順德聯誼總會梁銶琚中學                                                               |      |
| 屯門區 | 屯門官立中學                                                                         |      |
| 元朗區 | 趙聿修紀念中學                                                                       |      |
| 元朗區 | 新界鄉議局元朗區中學                                                                 |      |
| 元朗區 | 元朗商會中學                                                                         |      |
| 元朗區 | 元朗公立中學                                                                         | C22  |
| 北區 | 香港道教聯合會鄧顯紀念中學                                                           |      |
| 北區 | 聖公會陳融中學                                                                       |      |
| 北區 | 東華三院甲寅年總理中學                                                               |      |
| 大埔區 | 迦密柏雨中學                                                                         |      |
| 大埔區 | 南亞路德會沐恩中學                                                                   |      |
| 大埔區 | 聖公會莫壽增會督中學                                                                 |      |
| 大埔區 | 恩主教書院                                                                           |      |
| 大埔區 | 王肇枝中學                                                                           |      |
| 沙田區 | 浸信會呂明才中學                                                                     |      |
| 沙田區 | 聖母無玷聖心書院                                                                     |      |
| 沙田區 | 沙田蘇浙公學                                                                         |      |
| 沙田區 | 天主教郭得勝中學                                                                     |      |
| 沙田區 | 五旬節林漢光中學                                                                     |      |
| 沙田區 | 沙田培英中學                                                                         |      |
| 沙田區 | 沙田官立中學                                                                         |      |
| 沙田區 | 沙田循道衛理中學                                                                     |      |
| 沙田區 | 沙田崇真中學                                                                         |      |
| 沙田區 | 聖公會林裘謀中學                                                                     |      |
| 沙田區 | 聖公會曾肇添中學                                                                     |      |
| 沙田區 | 聖羅撒書院（當時名為聖羅撒學校，屬九龍城區，1999年遷往現址）                         |      |
| 西貢區 | 迦密主恩中學                                                                         |      |
| 變更說明： - 「C10」於2010/11學年因「微調」轉為「部份英文班」。 - 「C22」於2022/23學年因「微調」轉為「部份英文班」。 |                                                                                      |      |

### 十四間上訴得直可英文授課的中學
| 校區 | 學校                   | 變更 |
| --- | ---------------------- | ---- |
| 中西區 | 聖類斯中學             |      |
| 南區 | 聖士提反書院           |      |
| 深水埗區 | 瑪利諾神父教會學校     | C10  |
| 深水埗區 | 德雅中學               | C10  |
| 深水埗區 | 長沙灣天主教英文中學   |      |
| 九龍城區 | 迦密中學               |      |
| 黃大仙區 | 聖母書院               | C10  |
| 葵青區 | 保祿六世書院           |      |
| 葵青區 | 順德聯誼總會李兆基中學 |      |
| 屯門區 | 妙法寺劉金龍中學       | C22  |
| 元朗區 | 天主教崇德英文書院     |      |
| 大埔區 | 羅定邦中學             |      |
| 沙田區 | 宣道會鄭榮之中學       | C22  |
| 沙田區 | 賽馬會體藝中學         |      |
| 變更說明： - 「C10」於2010/11學年因「微調」轉為「部份英文班」 - 「C22」於2022/23學年因「微調」轉為「部份英文班」 |                        |      |

### 2010/11學年轉為英中（實施「第一周期微調」）
| 校區                                                            | 學校                                                         | 變更 |
| --------------------------------------------------------------- | ------------------------------------------------------------ | ---- |
| 東區                                                            | 港島民生書院                                                 |      |
| 元朗區                                                          | 中華基督教會基元中學                                         |      |
| 元朗區                                                          | 聖公會白約翰會督中學                                         |      |
| 元朗區                                                          | 東華三院盧幹庭紀念中學                                       |      |
| 元朗區                                                          | 基督教香港信義會元朗信義中學                                 |      |
| 屯門區                                                          | 馬錦明慈善基金馬可賓紀念中學                                 |      |
| 屯門區                                                          | 仁愛堂田家炳中學                                             |      |
| 黃大仙區                                                        | 保良局何蔭棠中學                                             |      |
| 觀塘區                                                          | 中華基督教會蒙民偉書院                                       |      |
| 觀塘區                                                          | 梁式芝書院                                                   | C22  |
| 葵青區                                                          | 保良局羅傑承（一九八三）中學（當時名為保良局八三年總理中學） |      |
| 葵青區                                                          | 東華三院陳兆民中學                                           |      |
| 荃灣區                                                          | 寶安商會王少清中學                                           |      |
| 北區                                                            | 田家炳中學                                                   |      |
| 北區                                                            | 東華三院李嘉誠中學                                           |      |
| 西貢區                                                          | 景嶺書院                                                     |      |
| 西貢區                                                          | 將軍澳官立中學                                               |      |
| 變更說明： - 「C22」於2022/23學年因「微調」轉為「部份英文班」。 |                                                              |      |

### 2010/11學年轉為中中（實施「第一周期微調」）
| 校區 | 學校                         | 變更 |
| --- | ---------------------------- | ---- |
| 沙田區 | 宣道會鄭榮之中學             | C22  |
| 沙田區 | 聖母無玷聖心書院             |      |
| 沙田區 | 天主教郭得勝中學             |      |
| 油尖旺區 | 官立嘉道理爵士中學（西九龍） | C10  |
| 深水埗區 | 瑪利諾神父教會學校           |      |
| 深水埗區 | 德雅中學                     |      |
| 九龍城區 | 陳瑞祺（喇沙）書院           |      |
| 中西區 | 聖類斯中學                   |      |
| 黃大仙區 | 聖母書院                     |      |
| 屯門區 | 妙法寺劉金龍中學             | C22  |
| 元朗區 | 元朗公立中學                 | C22  |
| 變更說明： - 「C10」於2010/11學年因「微調」轉為「部份英文班」 - 「C22」於2022/23學年因「微調」轉為「部份英文班」。 |                              |      |

### 2011/12學年參加“自願減班”，維持全開英文班之中學
| 校區                                                            | 學校                       | 變更 |
| --------------------------------------------------------------- | -------------------------- | ---- |
| 葵青區                                                          | 中華基督教會全完中學       |      |
| 西貢區                                                          | 基督教宣道會宣基中學       |      |
| 觀塘區                                                          | 新生命教育協會呂郭碧鳳中學 | C22  |
| 沙田區                                                          | 宣道會鄭榮之中學           | C22  |
| 沙田區                                                          | 聖母無玷聖心書院           |      |
| 沙田區                                                          | 天主教郭得勝中學           |      |
| 九龍城區                                                        | 陳瑞祺（喇沙）書院         |      |
| 中西區                                                          | 聖類斯中學                 |      |
| 屯門區                                                          | 妙法寺劉金龍中學           | C22  |
| 元朗區                                                          | 元朗公立中學               | C22  |
| 變更說明： - 「C22」於2022/23學年因「微調」轉為「部份英文班」。 |                            |      |

### 2022/23學年轉為英中（實施「第三周期微調」）
| 校區     | 學校                       | 變更 |
| -------- | -------------------------- | ---- |
| 九龍城區 | 九龍真光中學               |      |
| 北區     | 風采中學（教育評議會主辦） |      |
| 元朗區   | 香港管理專業協會羅桂祥中學 |      |

### 2022/23學年轉為中中（實施「第三周期微調」）
| 校區                                                          | 學校                       | 變更 |
| ------------------------------------------------------------- | -------------------------- | ---- |
| 南區                                                          | 聖公會呂明才中學           | C22  |
| 油尖旺區                                                      | 循道中學                   | C22  |
| 觀塘區                                                        | 新生命教育協會呂郭碧鳳中學 | C22  |
| 觀塘區                                                        | 梁式芝書院                 | C22  |
| 沙田區                                                        | 宣道會鄭榮之中學           | C22  |
| 屯門區                                                        | 妙法寺劉金龍中學           | C22  |
| 元朗區                                                        | 元朗公立中學               | C22  |
| 變更說明： - 「C22」於2022/23學年因「微調」轉為「部份英文班」 |                            |      |

## 英文中學總數的變化

### 公營中學
以下列出全港可以「全開英文班」的中學（傳媒一般稱為「英文中學」）總數歷年來的變化。該統計並不包括國際學校及私立學校等，亦不包括不屬「首114間英中」的直資中學。
| 學年    | 事件                     | 增減           | 總數 | 參考                        |
| ------- | ------------------------ | -------------- | ---- | --------------------------- |
| 1998/99 | 實施《中學教學語言指引》 | 首批100間      | 100  | [ 29 ] [ 19 ] [ 30 ]        |
| 1998/99 | 14間中學上訴得直         | 增14間         | 114  | [ 13 ]                      |
| 2010/11 | 實施「第一周期微調」     | 增16間、減10間 | 120  | [ 31 ] [ 32 ]               |
| 2016/17 | 實施「第二周期微調」     | 未有增減       | 120  | [ 33 ] [ 34 ] [ 35 ]        |
| 2022/23 | 實施「第三周期微調」     | 增3間、減7間   | 116  | [ 36 ] [ 37 ] [ 38 ] [ 39 ] |

### 直資中學
以下列出2000年至今，全港可以「全開英文班」的直資中學（傳媒一般稱為「直資英文中學」或「直資英中」）。
| 類別                                           | 學年     | 學校名稱 |
| ---------------------------------------------- | -------- | --- |
| 首批英中轉爲直資中學                           | 不適用   | 聖保羅男女中學、聖保羅書院、聖保祿學校、拔萃男書院、拔萃女書院、英華書院、聖士提反書院、協恩中學、羅定邦中學 |
| 新開辦直資英中                                 | 2000年   | 中華基金中學、香港管理專業協會李國寶中學、德信中學                                                           |
| 新開辦直資英中                                 | 2003年   | 滙基書院（東九龍）                                                                                           |
| 新開辦直資英中                                 | 2003年   | 香港華人基督教聯會真道書院                                                                                   |
| 新開辦直資英中                                 | 2003年   | 港青基信書院                                                                                                 |
| 新開辦直資英中                                 | 2003年   | 保良局顏寶鈴書院                                                                                             |
| 新開辦直資英中                                 | 2003年   | 基督教中國佈道會聖道迦南書院                                                                                 |
| 新開辦直資英中                                 | 2004年   | 基督教崇真中學                                                                                               |
| 新開辦直資英中                                 | 2004年   | 林大輝中學                                                                                                   |
| 新開辦直資英中                                 | 2004年   | 香港神託會培基書院                                                                                           |
| 新開辦直資英中                                 | 2004年   | 保良局羅氏基金中學                                                                                           |
| 新開辦直資英中                                 | 2005年   | 培僑書院 |
| 新開辦直資英中                                 | 2005年   | 優才（楊殷有娣）書院                                                                                         |
| 新開辦直資英中                                 | 2006年   | 港大同學會書院                                                                                               |
| 新開辦直資英中                                 | 2006年   | 啟思中學 |
| 新開辦直資英中                                 | 2006年   | 播道書院 |
| 新開辦直資英中                                 | 2006年   | 香港浸會大學附屬學校王錦輝中小學                                                                             |
| 新開辦直資英中                                 | 2006年   | 香港青年協會李兆基書院                                                                                       |
| 中中自行申請轉為直資中學，並藉此改以全英語授課 | 2008年   | 中華基督教青年會中學                                                                                         |
| 中中自行申請轉為直資中學，並藉此改以全英語授課 | 有待確定 | 滙基書院 |

## 相關政策的影響及批評

### 對學校的影響
對許多中學來說，最直接的影響莫過於自1998年9月開始被逼逐步轉為中中後，學校在教學及行政上需要改變。由於英語依然為國際通用語言，香港專上教育為與世界接軌仍然以英文為主要授課語言，而中文授課實施後亦令學生因在學習時缺乏接觸英語而導致英語能力下降，家長普遍希望其子女能入讀英中。而且早在未有《指引》前，該114所英文中學，大部份亦是學生學業成績較佳的學校，使大部份升中一學生及其家長都心儀該批英中。在中學派位制度下，大部份學業成績較優秀的學生都被該批英中取錄，令其它被逼從英中轉為中中的中學出現新生質素下降的現象。加上香港出生率低迷，適齡升中學生人數減少，令中中的收生狀況更見雪上加霜，一些更因收生不足被逼減少班數甚至停辦。
部份英中的校名，含有「英文」兩字，在《指引》下被逼轉為中中後，當中有部份把校名中的「英文」兩字刪除，部份卻仍然自稱英文學校，例如聖若瑟英文中學、惠僑英文中學。
公營英文中學如果在《指引》實施前採用「非平衡班級結構」（即中一級班數和中四級班數不同，但通常是中四級班數較中一級班數少，意味有部份學生需在升中四時離校），如情況許可，須改為「平衡班級結構」（中一及中四的班數相同）。

### 標籤效應
由於重英輕中的香港社會風氣，香港家長普遍希望其子女能入讀英中，但《指引》令全港大部份中學轉為中中，英中學額因而大幅減少，在求過於供下，英中學額十分搶手。加上該114所英中，普遍都是學生學業成績較佳的，故社會上普遍批評有關政策導致階級分化，使獲標籤為“EMI學校”的中學有如被抬高身價，儼然如官方欽定的名校，變相貶低普遍的中文中學，亦予人母語教學是次等學生教育的感覺，造成「標籤效應」，打擊中中的校譽及中中學生的自信心。
此外大眾傳媒有一個不成文慣例：如果一所中學，由中中轉為英中，會稱為「上車」，反之由英中轉為中中則稱為「落車」，亦有明顯褒英貶中的意識。2005年，檢討中一派位機制及中學教學語言工作小組主席田北辰，亦承認使用「上落車」來形容轉教學語言並不恰當，有加強標籤效應之嫌，建議以中性的「轉車」來形容較適合。

### 直資中學

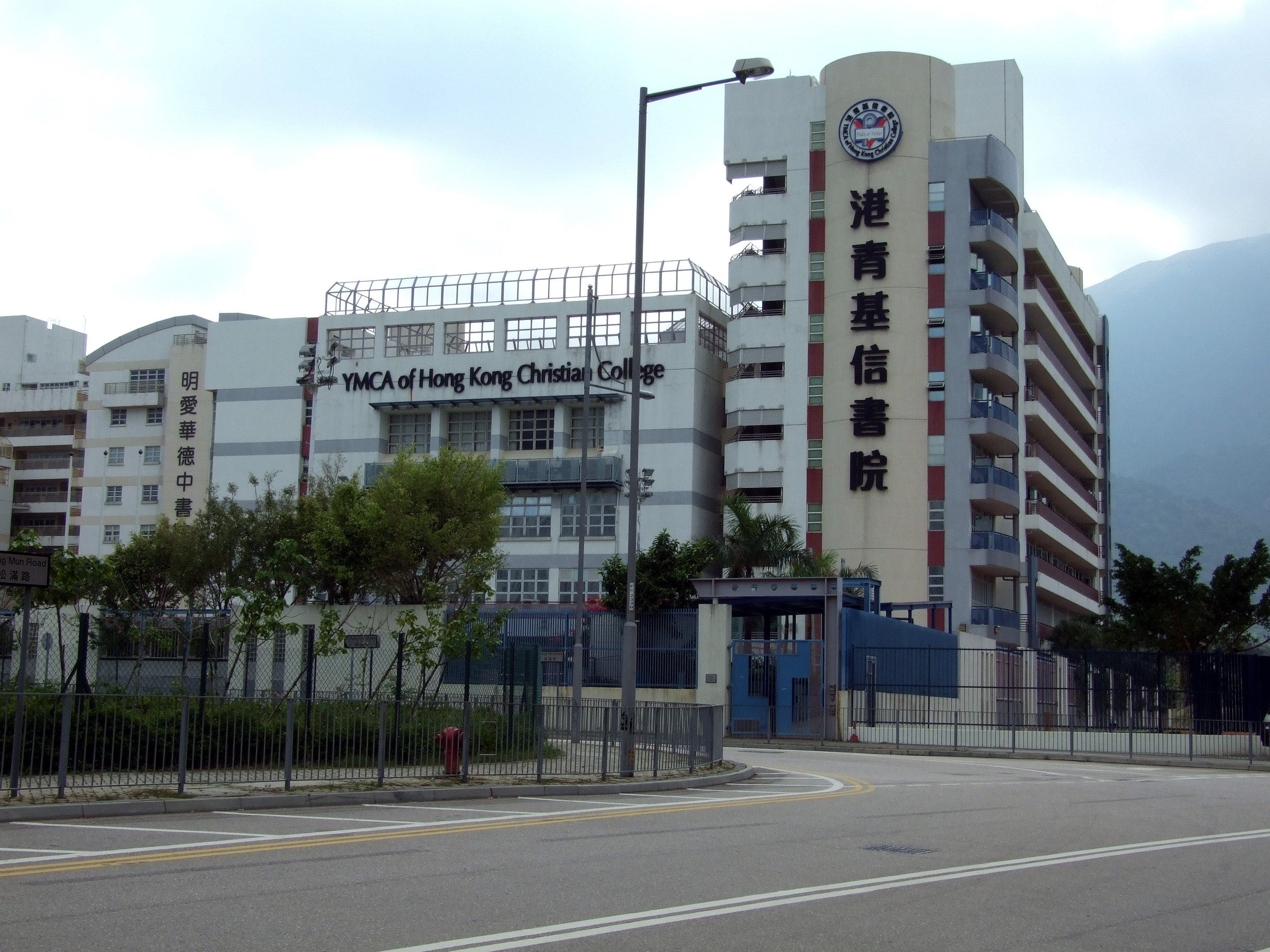
港青基信書院，是東涌內唯一一所以英文授課的直資中學

由於直資學校在教學語言上享有很大彈性，有些中學為了使所有年級均以英文授課，故轉為由政府按學生人數資助的直資學校。因為《指引》使公營的英文中學額大幅減少，一些不獲公營英中錄取的學生，如其家長堅持子女須自中一級開始接受英文授課，往往選擇安排子女入讀直資英中。由於政府容許直資學校另外向學生收取學費，所以學生如入讀收費的直資學校，家長的開支會增加。

### 英中的性別失衡
香港的小學升中一派位制度主要按照學生小學階段的成績及意願去分配中學學位。由於香港小學女生的學業成績普遍勝過同級男生，加上升中派位較重視女生佔有優勢的語文科目，故1978年開始，前教育署在為小學畢業生作中一派位工作時，把男生及女生分開處理。
1998年有家長不滿其女兒的派位結果比同校成績比較差的男學生差，於是向平等機會委員會投訴，經調查後才發現中學學位分配辦法一直採取男女分隊，並被平等機會委員會裁定違反性別歧視條例。高等法院在2001年裁定此種做法違反《性別歧視條例》，前教育署因此不能在中一派位時把男生及女生分開處理，2002年開始中學學位分配辦法把男女生合併派位。
新制度無視兩性青春期生理發育進度的差異，結果造成女生較易獲派首選中學，亦由於大部份升中一學生及其家長都以英中為首選，令不少男女校英中出現性別失衡的現象，女生人數遠多於男生。即使把全男校及全女校英中計算在內，全港中一至中三年級英中學生的男女比例仍是明顯女多男少。

### 英中學額的地區性差異
香港各分區的英中中一學額數目，並非按照每區學生數目平均分配，而是按學生的全港成績排行而定，例如在2006年，灣仔區只有15萬人口，已有8所英中，反觀西貢區有40多萬人口，卻只得1所英中，離島區更完全無英中。政府沒有根據各區適齡學生人數來調整各區的公營英中數目，只是以改變各中學校網的跨區學額來應付。不少學生為了入讀英中，須要到區外中學上課。另外即使加入跨區學額，一些校網的英中學額比例仍嚴重偏低，因此學生的所屬校網可大大影響其入讀英中的機會，形成不公平。不過各公營英中通常有少量不受校網限制的自行收生（非統一派位）學額，學生亦可選擇入讀自行收生的直資英文中學。而且不同分區的學生成績有相當差異，若只按人口而不按學生的全港成績排行，亦會有學生認為不公平。
由於英文中學集中於個別地區，間接成為左右樓價的重要因素。以九龍城區為例，雖然多年來缺乏鐵路服務，區內單位普遍樓齡甚高，但受惠於名校林立，吸引各區家長，使該區樓價持續高企。

### 英中對推行母語教學的影響
香港特別行政區政府在回歸後一方面聲稱鼓勵中學推行母語教學，更強逼大部份中學轉為中中，但仍批准學生學業成續普遍較佳的114所中學保留英文授課，甚至一部分是政府屬下的官立中學，而且不少香港政府高官的子孫，所就讀的都不是本地中文中學，相反更是全英語環境的國際學校或外國學校，因此有批評指政府在推行母語教學上沒有以身作則，進一步削弱鼓勵母語教學的說服力和香港社會對母語教學的信心。同時大部份學生成績較佳的公營中學選擇保留英文授課，變相減少優質中中數量及把中中標籤成次等。

### 教學語言對學生成績的影響
首批在《中學教學語言指引》實施後入讀中一的學生在2003年應考會考。在該年會考成績發放後，當時的教育統籌局宣稱「以母語授課的學校差不多在所有主要科目的合格率均見上升」，不過「在英文科方面，能力最高的百分之十學生，其合格率錄得升幅，其餘學生的成績則有下降情況」。
教統局根據中文中學在2002年至05年四屆中學會考的表現，認為中文中學的會考成績持續進步，「母語教學已取得明顯成效」，同時指出2005年中中考生在英文科的合格率較2002年為佳，而英中考生在物理、化學及生物科的整體表現較2002年遜色。
不過，2008年3月14日，香港中文大學教育學院教育行政與政策學系授曾榮光，公佈曾被教育局禁止公佈的母語教學成效追蹤研究。研究顯示，首批接受母語教學的中學生，入讀本港大學的機會率較英文中學學生大減一半。 若中文中學學生在中四、中五轉用英語學習，入大學的機會明顯增加。

### 社會上的爭議
母語教學這議題在香港一直極具爭議性，此教育政策的多番轉變。香港是否應實行母語教學此議題，爭議多年仍未有結果，至今仍具爭議性，沒有普遍共識。
贊成者認為母語（即第一語言）教學能使學生以最熟悉的語言學習及理解課程內容，會遠較使用非母語的英語學習有效，而個別英文能力弱的學生，不會因英文能力弱，而失去學習及理解其它科目知識的機會。同時現時世界上有很多發達國家和地區均以母語教學，足以證明母語教學成功可行，並指香港是只因曾受英國殖民地統治，並不是因為英語是國際通用語言，才出現英文教學此情況。香港主權已移交中華人民共和國，香港華人教師和學生均以中文作第一語言，華人教師應以中文教授華人學生才合理，故理應實行中文教學。
反對者則認為現時世界上最發達的西方國家如英國、美國、加拿大、紐西蘭、澳大利亞、愛爾蘭、新加坡均普遍實行英語教學（其中愛爾蘭的國家語言雖然是愛爾蘭蓋爾語，不是英語，但英語仍然是通用語）。加上英語是世界上73個國家和地區（包括香港）的官方語言，是現時國際金融、貿易、航運、學術交流、旅遊的國際通用語言。此外香港的專上教育、商業社會和法律界等均以英語作為主要語言，母語教學令學生接觸英語的機會大減，例如2006年第一屆接受母語教學學生應考高級程度會考，該考試的英語運用科整體合格率創11年新低。持續下降的英語水平將會令香港難以維持國際金融中心和貿易中轉站的地位，而英語能力弱的學生升學亦較其他學生困難。因此，站在學生升學的角度上來說，增強英語的學習能力是必須的。而且，英語能力較好，可以加強香港人的身份認同，並可以加強國際競爭力。

## 外部連結
- 《鏗鏘集－逆流而上》 （页面存档备份，存于），香港電台電視部，1995年3月13日。
- 《鏗鏘集－百年樹人（四）》 （页面存档备份，存于），YouTube片段 Part 1 （页面存档备份，存于），Part 2 （页面存档备份，存于），香港電台電視部，1997年9月22日。
- 《鏗鏘集－各師各法》 （页面存档备份，存于），YouTube片段 Part 1 （页面存档备份，存于），Part 2 （页面存档备份，存于），香港電台電視部，2008年4月27日。
- 明報集團一份講述2007年香港中學會考的報導，2008年1月25日。可見到大部分會考成績較佳的中學都是英中。
- 岑紹基博士，《語文政策轉變下母語教學教師所需要的支援 （页面存档备份，存于）》，2003年。
- 英中歧視中中生拒派表 （页面存档备份，存于）
- 香港教學語言政策